# 아이언하이드

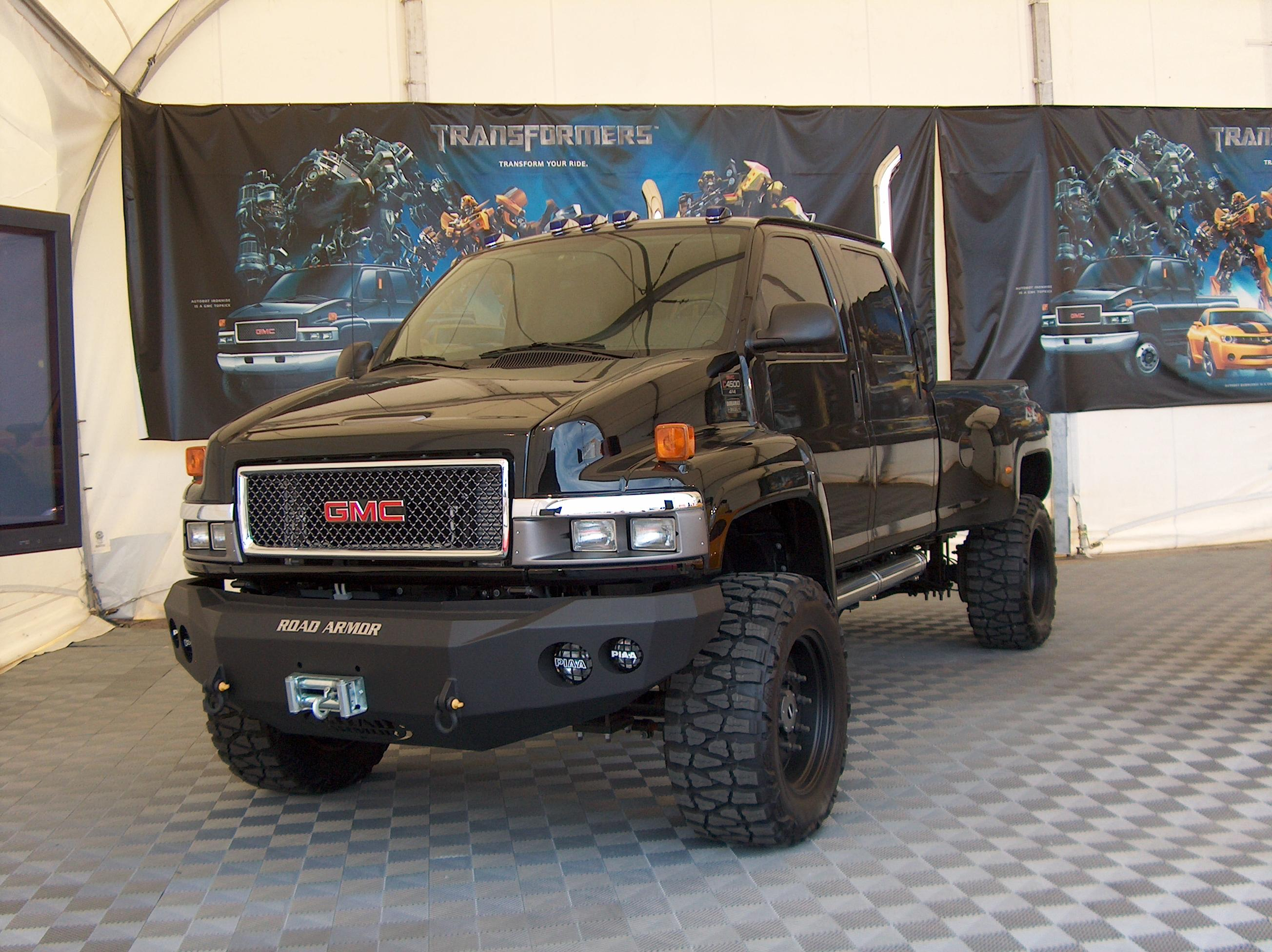
트랜스포머 영화 시리즈의 아이언하이드 (비클 모드)

트랜스포머 프랜차이즈에서 등장하는 아이언하이드(Ironhide)은 여러 캐릭터이며 오토봇 2인자 정도의 간부이다. 다중우주 설정으로 다른 세계관, 다른 트랜스포머 작품의 아이언하이드도 등장하나 다른 인물들이다.

## 상세
원작 G1 세계관 애니메이션에서는 닛산 써니 바네트 코치 SGL로 변형하며 성격이 급하며 부사령관에 가까운 모습을 보여준다. 트랜스포머 더 무비에서 메가트론에게 사망 한다.
실사영화 세계관에서는 쉐보레 코디악 c4500 로 변형하며 무기 전문가이다. 트랜스포머: 달의 어둠에서 센티넬 프라임에게 사망한다.
트랜스포머 애니메이티드 세계관에서는 오토봇 보안 담당자로 등장하며 일본판에서는 아머하이드로 변경되었다.
얼라인드 세계관에서 전투 베테랑으로 등장하며 부관으로 등장하며 디셉티콘으로 오토봇 우주선 아크(Ark)을 방어하는 역할로 등장한다.

## 성우
- 트랜스포머 G1 - 피터 컬런
- 트랜스포머 실사영화 시리즈 1편 ~ 3편 - 제스 하넬
- 트랜스포머 애니메이티드 - 코리 버턴
- 트랜스포머: 워 포 사이버트론, 트랜스포머: 폴 오브 사이버트론 - 키스 샤라바이카